# هيدي زيغلر
هيدي زيغلر (بالإنجليزية: Heidi Zeigler)‏ هي ممثلة أمريكية، ولدت في 26 مارس 1979 في لانسنغ في الولايات المتحدة.

## وصلات خارجية
- هيدي زيغلر على موقع IMDb (الإنجليزية)
- هيدي زيغلر على موقع قاعدة بيانات الفيلم (الإنجليزية)